# نوئل با
نوئل با (به فرانسوی: Noël Bas) ژیمناست زادهٔ ۲۵ دسامبر ۱۸۷۷ میلادی اهل کشور فرانسه است.